# Дербянка колосистая
Дербя́нка колоси́стая (лат. Bléchnum spícant) — вид папоротниковых растений рода Дербянка (Blechnum) семейства Дербянковые (Blechnaceae). Впервые описан шведским систематиком Карлом Линнеем под названием Osmunda spicant L.basionym.

## Распространение и среда обитания
Ареал вида включает в себя:
- Европа: Австрия, Бельгия, Великобритания (Англия), Франция (включая Корсику), Греция (включая Крит), Дания (включая Фарерские острова), Финляндия, Германия, Ирландия, Швейцария, Нидерланды, Испания, Венгрия, Италия (включая Сардинию и Сицилию), Исландия, Португалия, Мальта, Норвегия, Польша, Румыния, Швеция, Турция, Латвия, Россия, Украина, страны бывших Чехословакии и Югославии
- Макаронезия: Азорские острова, Мадейра, Канарские острова
- Азия: страны Закавказья, Турция, Ливан, Иран, Япония
- Африка: Тунис, Алжир, Марокко
- Северная Америка: США, Канада

Единственный известный в России вид дербянок (не считая дербянки японской, растущей на Южных Курилах).
Предпочитает тенистые леса с кислыми, бедными, влажными гумусными почвами, на лугах, до верхнегорного пояса.

## Ботаническое описание
Гемикриптофит.

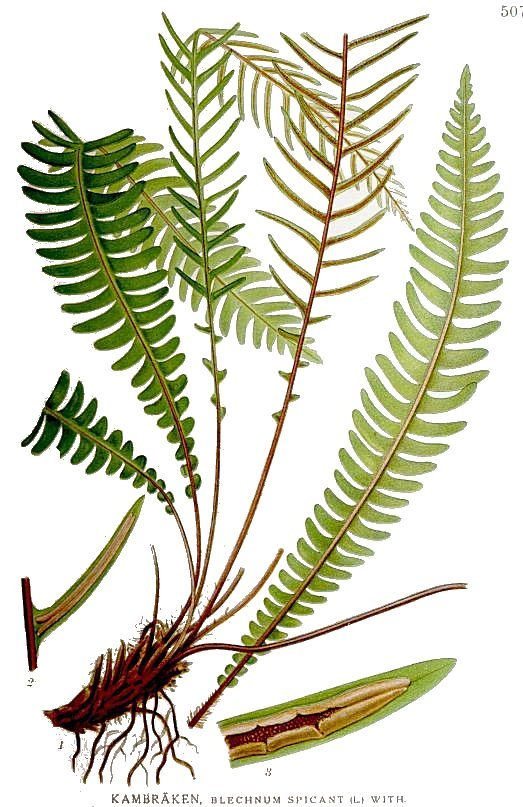

Травянистое вечнозелёное растение высотой 20—75 см с толстым корневищем.
Вайи: трофофиллы кожистые, бесплодные, лежачие, образуют розетку; спорофиллы коричневого цвета, линейно-продолговатые, прямостоячие. Трофофиллы зимующие, спорофиллы — нет.
Споры созревают в линейных сорусах с июля по сентябрь. Покрывальца длинные, узкие.
Число хромосом 2n = 68.

## Значение
Декоративное растение, выращиваемое в садах. В культуре не выдерживает температуры ниже −25 °C.
Корень и стебли употреблялись в пищу в период голода. Молодые мягкие стебли можно жевать, чтобы уменьшить чувство жажды.
Различные части папоротника используются в народной медицине: листья используются при лечении рака, заболеваний лёгких и проблем с желудком, ветви — для лечения кожных язв, а отвар корня применяют при лечении диареи. Листья используют при опухолях селезёнки и как ранозаживляющее.

## Природоохранная ситуация
Занесена в Красные книги Восточной Фенноскандии, Латвии, Эстонии, Краснодарского края России, Львовской и Черниговской областей Украины.

## Синонимы
Синонимичные названия:
- Acrostichum spicant (L.) Willd.
- Asplenium spicant Bernh.
- Blechnum spicant var. elongata B. Boivin
- Lomaria spicant (L.) Desv.
- Lomaria spicant var. elongata Hook.
- Lomaria spicant f. serrulatum Clute
- Onoclea spicant Hoffm.
- Osmunda spicant L.
- Struthiopteris spicant (L.) F.W. Weiss